# Xian de Hanshan
Pour les articles homonymes, voir Hanshan (homonymie).
Le xian de Hanshan (含山县 ; pinyin : Hánshān Xiàn) est un district administratif de la province de l'Anhui en Chine. Il est placé sous la juridiction de la ville-préfecture de Chaohu.

## Démographie
La population du district était de 435 608 habitants en 1999.